# Gina Vieira Ponte
Gina Viera Ponte de Albuquerque  (Brasília, 02 de janeiro de 1972) é professora de português na Secretaria de Estado de Educação do Distrito Federal (SEEDF). Nascida em Brasília, Gina Vieira estudou na Escola Normal em Ceilândia e é graduada (2000) em Letras Português e suas respectivas literaturas pela Universidade Católica de Brasília (UCB). É pós-graduada pela Universidade de Brasília (UnB)  em Educação a Distância (2009), Desenvolvimento Humano e Inclusão Escolar (2011), Letramentos e Práticas Interdisciplinares nos Anos Finais (2015). Atua como professora de educação básica na SEEDF desde 1991. É autora e executora do "Projeto Mulheres Inspiradoras". É defensora da educação para a igualdade étnico-racial e de gênero e concebe a educação como instrumento de fortalecimento da democracia e para a transformação social.

## Projeto Mulheres Inspiradoras
Em 2013, Gina Vieira atuava no Centro de Ensino Fundamental 12 localizado em Ceilândia, região administrativa do Distrito Federal. Ao interagir com estudantes nas redes sociais, Gina observou que os principais referenciais femininos de adolescentes e crianças eram construídos a partir de estereótipos apresentados pela grande mídia, que muitas vezes. Um caso específico chamou atenção: o vídeo em que uma ex-aluna, à época com 13 anos, dançava coreografia erótica ao som de um funk "proibidão".  A situação foi o pontapé inicial para que Gina desenvolvesse a metodologia para um novo projeto que ela desenvolveria na escola: o Projeto Mulheres Inspiradoras. 
Nesse projeto, Gina propôs que suas turmas estudassem a biografia de dez mulheres inspiradoras. As/os estudantes leram autoras como Anne Frank, Malala Yousafzai, Carolina Maria de Jesus, Nise da Silveira, Maria da Penha Fernandes e etc.  Após estudarem profundamente as biografias, as/os estudantes entrevistaram mulheres de sua comunidade e publicaram o trabalho em um livro coletivo. 
Em 2017, o "Projeto Mulheres Inspiradoras", criado em Ceilândia foi levado para 17 escolas, em seis diferentes Regionais de Ensino e transformou a vida de mais de 3 mil estudantes da rede pública do Distrito Federal. Atualmente o projeto já tem vários prêmios, dentre os quais: 
- 4º Prêmio Nacional de Educação e Direitos Humanos
- 8º Prêmio Professores do Brasil
- 10º Prêmio Construindo a Igualdade de Gênero
- 1º Prêmio Ibero-Americano de Educação em Direitos Humanos.

Atualmente, Gina Vieira Ponte  é membro do Comitê Nacional de Educação em Direitos Humanos. É embaixadora do Prêmio Ibero-Americano de Educação em Direitos Humanos tendo proferido mais de 20 palestras sobre Igualdade de Gênero e Educação em Direitos Humanos em escolas, universidades e centros de pesquisa.